# Vaccinium moultonii
Vaccinium moultonii är en ljungväxtart som beskrevs av Elmer Drew Merrill. Vaccinium moultonii ingår i Blåbärssläktet, och familjen ljungväxter. Inga underarter finns listade i Catalogue of Life.